# Fireworks (album d'Angra)
Pour les articles homonymes, voir Fireworks.
Albums de Angra
Holy Live
(1997) Acoustic … and More
(1998)
Fireworks est le troisième album du groupe brésilien de heavy metal Angra sorti le 14 juillet 1998.

## Liste des morceaux
1. "Wings of Reality" – 5:54
2. "Petrified Eyes" – 6:05
3. "Lisbon" – 5:13
4. "Metal Icarus" – 6:23
5. "Paradise" – 7:38
6. "Mystery Machine" – 4:11
7. "Fireworks" – 6:20
8. "Extreme Dream" – 4:16
9. "Gentle Change" – 5:35
10. "Speed" – 5:57

## Formation
- Andre Matos (chant)
- Kiko Loureiro (guitare)
- Rafael Bittencourt (guitare)
- Luis Mariutti (basse)
- Ricardo Confessori (batterie)